# Malvinas Argentinas partido
Malvinas Argentinas egy partido Argentína középpontjától keletre, Buenos Aires tartományban. Székhelye Los Polvorines.

## Népesség
A partido népessége a közelmúltban a következőképpen változott:
| Év   | Lakosság |
| ---- | -------- |
| 2001 | 289 790  |
| 2010 | 322 375  |